# Ronn Moss

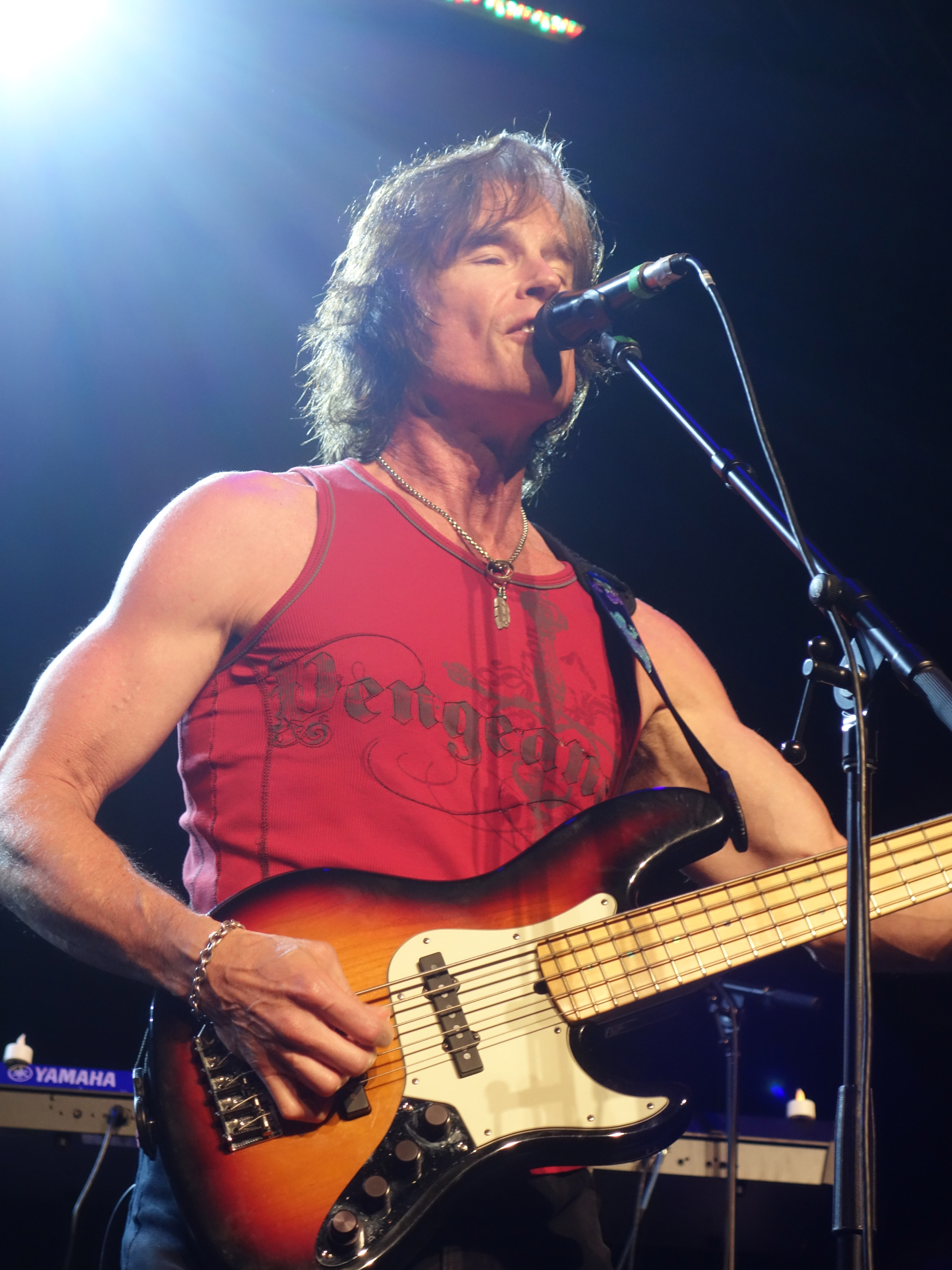
Ron Moss, 2014

Ronald Montague „Ronn“ Moss (* 4. März 1952 in Los Angeles, Kalifornien als Ronald Montague Moss) ist ein US-amerikanischer Schauspieler, Musiker und Singer-Songwriter.

## Leben
Moss begann im Alter von elf Jahren mit dem Schlagzeugspiel, um dann über die Gitarre schließlich zum E-Bass zu kommen. 1977 war er neben Peter Beckett und J.C. Crowley Gründungsmitglied der Soft-Rock-Gruppe Player. Die Band veröffentlichte bis in die frühen 1980er Jahre vier Alben und schaffte es mit der Single Baby Come Back 1978 bis auf Platz eins der US-Billboard-Charts. Eine weitere Hitsingle in den Top Ten hatte die Band mit This Time I'm in It for Love, die Goldstatus erreichte. Player war unter anderem mit Eric Clapton, Heart und der Little River Band auf Tour.
1981 verließ Moss die Band und widmete sich fortan der Schauspielerei. Er spielte in einigen Produktionen mit, bis er für die Rolle des Ridge Forrester in der Seifenoper Reich und Schön engagiert wurde. Moss wurde durch diese Rolle weltweit bekannt und war bis zu seinem Ausstieg 2012 – neben seinen Schauspielkollegen Katherine Kelly Lang, Susan Flannery und John McCook – einer der Darsteller, die seit der ersten Folge in der Serie mitwirken. 2008 nahm Ross an Ballando con le stelle teil, das auf Rai 1 ausgestrahlt wird. Es ist das italienische Pendant zur britischen Fernsehshow Strictly Come Dancing.
1995 tat sich Moss mit seinem ehemaligen Bandkollegen Peter Beckett zusammen, und beide brachten neue Alben der Band „Player“ heraus. 2000 brachte Moss sein Soloalbum I'm Your Man heraus und ging 2006 nach Veröffentlichung seines zweiten Soloalbums Uncovered im Jahr zuvor auf Tour in Australien.
Moss war von 1990 bis 2002 mit seiner Schauspielkollegin Shari Shattuck verheiratet, aus der Ehe gingen zwei Töchter (* 1994 und * 1998) hervor. Diese leben bei ihm und seiner zweiten Ehefrau Devin DeVasquez, die er 2009 heiratete.

## Filmografie (Auswahl)
- 1987: Hard Ticket to Hawaii
- 1987–2012: Reich und Schön (The Bold and the Beautiful, Fernsehserie, 2493 Episoden)
- 2002: Six Feet Under – Gestorben wird immer (Six Feet Under, Fernsehserie, 1 Episode)
- 2004: Christmas in Love
- 2006: The Boneyard Collection
- 2008: Her Morbid Desires
- 2009: The Next Mrs. Jacob Anderson
- 2010–2020: The Bay

## Auszeichnungen
- 2015: Daytime Emmy Award in der Kategorie Outstanding New Approaches - Drama Series für The Bay
- 2016: Daytime Emmy Award in der Kategorie Outstanding Digital Daytime Drama Series für The Bay
- 2017: Daytime Emmy Award in der Kategorie Outstanding Digital Daytime Drama Series für The Bay
- 2017: Daytime-Emmy-Award-Nominierung in der Kategorie Outstanding Supporting or Guest Actor in a Digital Daytime Drama Series für The Bay
- 2018: Daytime Emmy Award in der Kategorie Outstanding Digital Daytime Drama Series für The Bay
- 2019: Daytime-Emmy-Award-Nominierung in der Kategorie Outstanding Digital Daytime Drama Series für The Bay
- 2020: Daytime Emmy Award in der Kategorie Outstanding Digital Daytime Drama Series für The Bay